# Alberto João Jardim
Alberto João Cardoso Gonçalves Jardim (* 4. Februar 1943 in Funchal) ist ein portugiesischer Politiker. Jardim war von 1978 bis 2015 Präsident der Autonomen Region Madeira. Er ist Mitglied des Staatsrates, des Verteidigungsrates, des Rates für Innere Verteidigung und des Rates für Innere Sicherheit der Portugiesischen Republik. Jardim zählt zu den umstrittensten Politikern Portugals.

## Leben
Jardim absolvierte 1973 ein Jurastudium an der Rechtswissenschaftlichen Fakultät der Universität Coimbra. Zunächst arbeitete er als Rechtsanwalt und als Gymnasiallehrer. Er war Direktor des Instituts für Arbeit und berufliche Weiterbildung der Insel Madeira (Emprego e Formação Profissional da Ilha da Madeira). Als Journalist war er für das Jornal da Madeira tätig, dessen Direktor er später wurde.
Jardim wurde erstmals im März 1978 zum Präsidenten Madeiras vereidigt.
Am 9. Oktober 2011 wurde Jardim bereits zum zehnten Mal zum Präsidenten der Regierung der Autonomen Region Madeira gewählt. Das Amt hatte er ununterbrochen seit Beginn seiner ersten Amtszeit inne. Außerdem war er regionaler Vorsitzender der Mitte-rechts-Regierungspartei Partido Social Democrata (PSD). Jardim setzt sich für eine stärkere Autonomie von Portugal ein. Sein Führungsstil gilt als autoritär und patriarchalisch. Während seiner Regierungszeit entwickelte sich Madeira von einer der ärmsten Regionen Portugals zur Region mit dem zweithöchsten Lebensstandard nach Lissabon. 2007 trat er aus Protest gegen das neue Gesetz über die Regionalfinanzen, das Kürzungen der Finanzbeihilfen aus dem Staatshaushalt vorsah, von seinem Amt zurück und wurde aber bei den folgenden vorgezogenen Wahlen erneut zum Regierungschef gewählt.
Am 12. Januar 2015 stürzte die Regierung Jardims. Nach den vorgezogenen Neuwahlen blieb er noch bis zur Einführung der neuen Regierung am 20. April im Amt.

## Milliardenschulden Madeiras
Als etwa seit dem Jahre 2000 die EU-Subventionen nicht mehr so sprudelten wie bisher, gründete Regionalpräsident Jardim eigene Firmen, um neue Kredite aufnehmen zu können. Nachdem die Verstrickungen Jardims aufgeflogen und außer Kontrolle gerieten, nannte die deutsche Kanzlerin Angela Merkel Madeira als Beispiel dafür, wie man regionale EU-Entwicklungsgelder nicht ausgeben sollte. Jardim antwortete in typischem Kampfstil auf die Kritik seines Finanzmanagements, indem er Merkel als „ignorant“ bezeichnete.
Im September 2011 stellte sich heraus, dass die Regionalregierung die Schulden Madeiras seit 2008 zu niedrig angegeben hatte. Jardim gestand ein, dass die Schulden um 1,1 Milliarden Euro höher seien. Später gab er die Schuldenhöhe mit bis zu fünf Milliarden Euro an. Portugals Finanzminister Vítor Gaspar sprach im Oktober sogar von 6,3 Milliarden Euro Schulden, die die Regionalregierung unter Jardim angehäuft habe. In der Folge sind seither die Regierungstätigkeit von Alberto João Jardim Gegenstand von Untersuchungen durch die Guarda Nacional Republicana (GNR), der Sicherheitspolizei Portugals, sowie der Staatsanwaltschaft in Lissabon. Ihm werden ausgiebige Korruption und Steuerbetrug in Milliardenhöhe vorgeworfen. Jardim bestritt die Vorwürfe und zweifelte die Rechtmäßigkeit der Untersuchungen an.